# Béhagnies
Béhagnies és un municipi francès situat al departament del Pas de Calais i a la regió dels Alts de França. L'any 2007 tenia 131 habitants.

## Demografia

### Població
El 2007 la població de fet de Béhagnies era de 131 persones. Hi havia 48 famílies de les quals 8 eren unipersonals (8 dones vivint soles i 8 dones vivint soles), 12 parelles sense fills, 24 parelles amb fills i 4 famílies monoparentals amb fills.
La població ha evolucionat segons el següent gràfic:
Habitants censats

### Habitatges
El 2007 hi havia 50 habitatges, 48 eren l'habitatge principal de la família i 2 estaven desocupats. Tots els 50 habitatges eren cases. Dels 48 habitatges principals, 40 estaven ocupats pels seus propietaris i 8 estaven llogats i ocupats pels llogaters; 1 tenia dues cambres, 5 en tenien tres, 4 en tenien quatre i 38 en tenien cinc o més. 39 habitatges disposaven pel capbaix d'una plaça de pàrquing. A 15 habitatges hi havia un automòbil i a 28 n'hi havia dos o més.

### Piràmide de població
La piràmide de població per edats i sexe el 2009 era:
| Homes | Edats   | Dones |
| ----- | ------- | ----- |
| 0     | 95 o +  | 0     |
| 0     | 90 a 94 | 0     |
| 0     | 85 a 89 | 0     |
| 0     | 80 a 84 | 0     |
| 0     | 75 a 79 | 0     |
| 8     | 70 a 74 | 8     |
| 0     | 65 a 69 | 4     |
| 0     | 60 a 64 | 4     |
| 4     | 55 a 59 | 0     |
| 0     | 50 a 54 | 0     |
| 8     | 45 a 49 | 8     |
| 12    | 40 a 44 | 4     |
| 4     | 35 a 39 | 8     |
| 0     | 30 a 34 | 4     |
| 4     | 25 a 29 | 0     |
| 0     | 20 a 24 | 4     |
| 12    | 15 a 19 | 4     |
| 4     | 10 a 14 | 8     |
| 4     | 5 a 9   | 4     |
| 4     | 0 a 4   | 8     |

## Economia
El 2007 la població en edat de treballar era de 92 persones, 73 eren actives i 19 eren inactives. De les 73 persones actives 70 estaven ocupades (38 homes i 32 dones) i 3 estaven aturades (3 homes). De les 19 persones inactives 7 estaven jubilades, 6 estaven estudiant i 6 estaven classificades com a «altres inactius».
Activitats econòmiques
Dels 13 establiments que hi havia el 2007, 1 era d'una empresa alimentària, 3 d'empreses de comerç i reparació d'automòbils, 4 d'empreses de transport, 2 d'empreses immobiliàries i 3 d'empreses de serveis.
Dels 2 establiments comercials que hi havia el 2009, 1 era una botiga de més de 120 m² i 1 una botiga de menys de 120 m².
L'any 2000 a Béhagnies hi havia 5 explotacions agrícoles que ocupaven un total de 840 hectàrees.

## Poblacions més properes
El següent diagrama mostra les poblacions més properes.